# Platyrrhinus angustirostris
Platyrrhinus angustirostris és una espècie de ratpenat de la família dels fil·lostòmids. Igual que els altres ratpenats d'aquest grup, es caracteritza per tenir un uropatagi estret amb pèl a les vores, així com una franja dorsal blanca, dents incisives superiors interiors grosses que convergeixen a les puntes i tres molars a cada maxil·la. Viu a l'est de Colòmbia i l'Equador, el nord-est del Perú i Veneçuela. És un parent proper de P. incarum i P. fusciventris.